# Revolver silencieux OTs-38 Stetchkine
Le revolver silencieux Stetchkine OTs-38 est un revolver à 5 coups à double action, en production et en service depuis 2002, chambré dans la cartouche silencieuse de 7,62 × 41 mm SP-4.

## Conception
La portée de tir effective de l’OTs-38 Stetchkine est de 50 m. Les étuis des cartouches tirées sont conservés dans le barillet, assurant ainsi l’absence de bruit des étuis éjectés. La cartouche utilise un piston captif, créant un joint de gaz afin qu’il n’y ait pas de flash ou de son fort lors du tir.
Comme la cartouche est sans rebord, le barillet est alimenté via des clips en forme de pleine lune. Les cartouches SP-4 n’émettent aucun recul ou flamme car les gaz propulsifs sont retenus dans le barillet. Le revolver OTs-38 est censé être efficacement silencieux car le niveau sonore du tir l’arme chargée ou à vide est pratiquement identique[style à revoir].

### S&W QSPR
Ce système est pratiquement identique à celui utilisé par le Quiet Special Purpose Revolver (S&W QSPR), une variante des revolvers Smith & Wesson Modèle 29 en .44 Magnum disponibles dans le commerce et modifiés pour tirer des munitions dédiées spécialement fabriquées et entièrement silencieuses.
Les premiers prototypes avaient des canons à alésage lisse très courts avec un alésage de 0,40 pouce (10 mm) et des chambres assorties, mais les versions ultérieures ont des canons plus longs allant jusqu’à quatre pouces (100 mm). Les munitions QSPR (qui ont été les pionnières du système de confinement des gaz propulseurs à piston captif) éjectaient quinze billes de tungstène de cartouches spéciales, pesant 7,5 grains (0,5 g) chacune, sortant à une vitesse initiale d’environ 222 m/s pour une énergie initiale d’environ 185 Joules.
Cette charge a été conçue pour blesser jusqu’à 100 pieds (30 m) et avoir un effet pratique, et potentiellement mortel, à des distances inférieures à 30 pieds (10 m), jugées suffisantes pour l’application prévue du QSPR : nettoyer les tunnels étroits et faiblement éclairés rencontrés par les « rats des tunnels » pendant la guerre du Viêt Nam. Aucun viseur n’était installé.
La signature acoustique des munitions QSPR était d’environ 110 dB, similaire à celle d’un pistolet .22 Long Rifle traditionnel avec silencieux, et le piston captif éliminait totalement le flash de la bouche du canon, ce qui était vital car la plupart des engagements se produisaient dans l’obscurité presque totale. Bien qu’efficaces, seulement 250 de ces armes ont été fabriquées. La production a été interrompue après le retrait des États-Unis du Vietnam.

## OTs-38
Contrairement à son prédécesseur pratiquement issu des surplus, le OTs-38 plus récent est innovant à un degré inhabituel, même dans les armes à usage spécial :
- le barillet pivote sur le côté droit[style à revoir].
- un levier de sécurité manuel permet de transporter le revolver même avec le chien pré-armé. Le mécanisme empêche également le tir accidentel avec le barillet ouvert ou pas complètement fermé, ou si le revolver tombe.
- le canon est monté sous la broche de l’axe (le canon tire à partir de la chambre du barillet la plus basse), de sorte que le recul est dirigé directement dans la main du tireur, plutôt que d’exercer un effet de couple qui soulève la bouche du canon. Cela améliore à la fois la précision et la cadence de tir.

L’OTs-38 est équipé d’un viseur laser intégré situé au-dessus de l’axe du barillet (là où un revolver conventionnel a son canon) alimenté par trois batteries D-0.03D.

## Utilisateurs
- Russie
- Syrie : Par les unités des forces spéciales et la police syrienne.